# 1330 هـ
1330 هـ هي سنة في التقويم الهجري امتدت مقابلةً في التقويم الميلادي بين سنتي 1911 و1912.

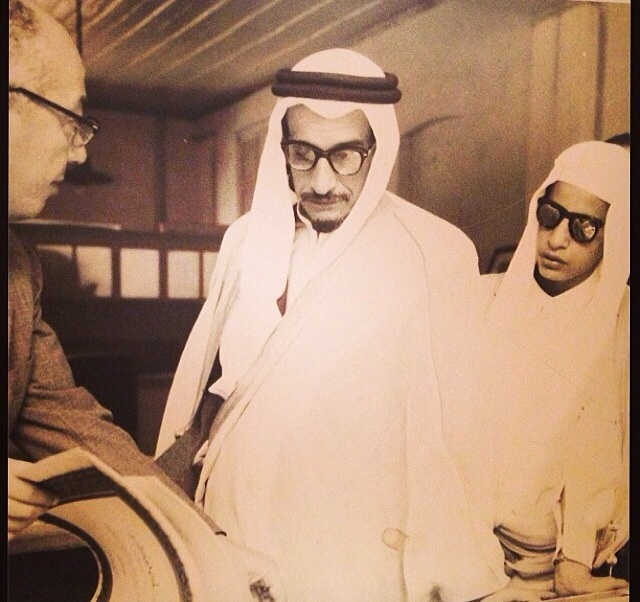
فهد بن فيصل الفرحان آل سعود

## أحداث
- 11 ربيع الأول — فرنسا تفرض نظام الحماية على المغرب.
- عبد العزيز بن عبد الرحمن آل سعود يحارب معركة ضد بني خالد وانتصر عبد العزيز آل سعود المعركة، ونتيجتها ضعف قوات بني خالد.
- عبد العزيز بن عبد الرحمن آل سعود يحتل قرى من بني خالد من الجهة الجنوب والجنوب الشرقي والغرب.
- الأمير سعد الأول بن عبد الرحمن آل سعود يطلق خطة أخرى وهي تقسيم الجيش لجيشين واحد يحتل الأحساء وأخر يحتل الدمام وما شمالها.
- عبد العزيز بن عبد الرحمن آل سعود يقوم بحصار الأحساء بدءا من شوال من العام 1330هـ.

## مواليد
- إسحاق عقيل المكي
- عبد العزيز بن عبد العزيز بن ماضي
- عبد العزيز بن عبد الله بن عبد الرحمن بن باز
- محمد بن عبد الرحمن آل الشيخ
- إغناطيوس يعقوب الثالث
- صالح الهليل
- عائشة عبد الرحمن
- عبد الحق فاضل
- عبد القادر بركة
- عبد الكريم الجهيمان
- فهد الفيصل
- فهد بن فيصل الفرحان آل سعود
- محمد الحمد الشبيلي
- محمد بن الصديق الزمزمي
- محمد بن علي المحمود
- محمد بن مرشد الزغيبي
- محمد عبد الله بن آد الجكني

## وفيات
- أحمد شاكر الآلوسي
- باجه جي زاده
- دافيد هاينرش مولر
- عابد حسين السهارنبوري
- عبد الله صوفان القدومي
- علي بن موسى التبريزي
- محمد صادق فخر الإسلام
- أحمد شاكر الألوسي
- محمد سعيد بابصيل
- غلام رسول الهندي - فقيه وعالِم عراقي.